# Alejandro Chilindrón
Alejandro Ángel Ramón Chilindrón Charquero (Montevideo, Uruguay, 29 de abril de 1970) es un exfutbolista uruguayo. Jugaba de delantero y militó en diversos clubes de Uruguay, Chile y Venezuela. 

## Trayectoria
Oriundo de Montevideo, realizó sus divisiones inferiores en Nacional, debutando en el primer equipo en 1988.Además del bolso, en su país natal defendió las camisetas de El Tanque Sisley, Colón, Progreso y Villa Manuela, en donde se retiró del fútbol en 2002. Con Nacional, tuvo participación en la Copa Libertadores 1988 ganada por el bolso, jugando un partido ante Montevideo Wanderers.
En el fútbol chileno, defendió las casaquillas de Rangers (en dos etapas), Deportes Temuco, Unión San Felipe y Magallanes. En el cuadro de San Felipe, se coronó como campeón de la Primera B 2001, logrando el ascenso a la máxima categoría del fútbol chileno, marcando el gol que significó el ascenso ante Deportes Melipilla.
En el futbol venezolano, defendió el año 1999 la camiseta de Trujillanos.

## Clubes
| Club             | País      | Año       |
| ---------------- | --------- | --------- |
| Nacional         | Uruguay   | 1988-1991 |
| El Tanque Sisley | Uruguay   | 1991-1992 |
| Colón            | Uruguay   | 1993-1995 |
| Rangers          | Chile     | 1996      |
| Deportes Temuco  | Chile     | 1997      |
| Progreso         | Uruguay   | 1997      |
| Rangers          | Chile     | 1998      |
| Trujillanos      | Venezuela | 1999      |
| Unión San Felipe | Chile     | 2000      |
| Magallanes       | Chile     | 2001      |
| Villa Manuela    | Uruguay   | 2002      |

## Palmarés

### Campeonatos nacionales
| Título    | Club             | País  | Año  |
| --------- | ---------------- | ----- | ---- |
| Primera B | Unión San Felipe | Chile | 2000 |

### Torneos internacionales
| Título            | Club     | Sede       | Año  |
| ----------------- | -------- | ---------- | ---- |
| Copa Libertadores | Nacional | Montevideo | 1988 |